# Exechiopsis muscariforma
Exechiopsis muscariforma är en tvåvingeart som beskrevs av Wu och Zheng 2001. Exechiopsis muscariforma ingår i släktet Exechiopsis och familjen svampmyggor. Inga underarter finns listade i Catalogue of Life.